# Cuaxithi
Cuaxithi är en ort i Mexiko.   Den ligger i kommunen Nopala de Villagrán och delstaten Hidalgo, i den sydöstra delen av landet, 110 km nordväst om huvudstaden Mexico City. Cuaxithi ligger 2 343 meter över havet och antalet invånare är 397.
Terrängen runt Cuaxithi är platt åt nordväst, men åt sydost är den kuperad. Runt Cuaxithi är det ganska tätbefolkat, med 96 invånare per kvadratkilometer. Närmaste större samhälle är Nopala de Villagran, 12,8 km öster om Cuaxithi. Trakten runt Cuaxithi består till största delen av jordbruksmark.